# Vernay (Rhône)
Vernay ist eine französische Gemeinde mit 117 Einwohnern (1. Januar 2022) im Département Rhône in der Region Auvergne-Rhône-Alpes. Vernay gehört zum Arrondissement Villefranche-sur-Saône und zum Kanton Belleville-en-Beaujolais (bis 2015: Kanton Beaujeu).

## Geografie
Vernay befindet sich etwa 35 Kilometer südwestlich von Mâcon und etwa 30 Kilometer nordwestlich von Villefranche-sur-Saône. Umgeben wird Vernay von den Nachbargemeinden Les Ardillats im Norden, Saint-Didier-sur-Beaujeu im Süden und Osten sowie Chénelette im Westen.

## Weblinks

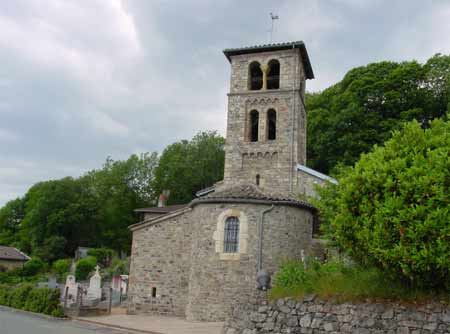
Kirche

## Bevölkerungsentwicklung
| Jahr                       | 1962 | 1968 | 1975 | 1982 | 1990 | 1999 | 2006 | 2013 |
| Einwohner                  | 71   | 80   | 98   | 121  | 51   | 127  | 118  | 107  |
| Quellen: Cassini und INSEE |      |      |      |      |      |      |      |      |

## Sehenswürdigkeiten
- Kirche aus dem 12. Jahrhundert